# Den japanske have
 Denne artikel omhandler Den Japanske have. Opslagsordet har også en anden betydning, se Japansk have.
"Den japanske have" er afsnit 45 i den danske sitcom Klovn, der er skabet af Frank Hvam og Casper Christensen. Afsnittet blev første gang vist på TV2 Zulu 31. marts 2008.

## Handling
Casper og Iben skal giftes på otte meters vanddybde i Thailand. Vennerne er i gang med at tage dykkercertifikat, og Frank er stolt af rollen som bestman. Frank hjælper Casper med at rydde op i fortidens søde liv med Signe Lindkvist. Men Lars Hjortshøjs forkølelsessår kommer på tværs, og brylluppet er i fare.

## Hovedskuespillere
- Casper Christensen som Casper
- Iben Hjejle som Iben
- Frank Hvam som Frank
- Mia Lyhne som Mia

| Fjernsyn | Spire Denne artikel om et tv-program er en spire som bør udbygges. Du er velkommen til at hjælpe Wikipedia ved at udvide den. |